# Blang Balik
Blang Balik is een bestuurslaag in het regentschap Aceh Tengah van de provincie Atjeh, Indonesië. Blang Balik telt 257 inwoners (volkstelling 2010).